# Dibamus alfredi
Dibamus alfredi är en ödleart som beskrevs av Taylor 1962. Dibamus alfredi ingår i släktet Dibamus och familjen blindödlor. Inga underarter finns listade i Catalogue of Life.
Arten förekommer på Malackahalvön och på Borneo.